# Кущовик великий
Кущовик великий (Sericornis nouhuysi) — вид горобцеподібних птахів родини шиподзьобових (Acanthizidae). Ендемік Нової Гвінеї.

## Підвиди
Виділяють шість підвидів:
- S. n. cantans Mayr, 1930 (півострів Чендравасіх);
- S. n. nouhuysi Van Oort, 1909 (захід Нової Гвінеї);
- S. n. stresemanni Mayr, 1930 (центр і схід Нової Гвінеї);
- S. h. adelberti Pratt, 1982 (хребет Адельберт);
- S. h. oorti Rothschild & Hartert, 1913 (півострів Гуон і хребет Герцог);
- S. h. monticola Mayr & Rand, 1936 (південний схід Нової Гвінеї).

## Поширення і екологія
Великий кущовик є ендеміком гірських лісів Нової Гвінеї. Живе на висоті 1200-3750 м над рівнем моря.